# Ree Heights
Ree Heights est une municipalité américaine située dans le comté de Hand, dans l'État du Dakota du Sud.
La localité est fondée en 1882 sous le nom de Bramhall. Elle est renommée en référence aux collines de Ree, qui doivent leur nom aux Rees qui y furent tués par des Sioux en représailles à un vol de chevaux.

## Démographie
Selon le recensement de 2010, Ree Heights compte 62 habitants. La municipalité s'étend sur 0,3 milles carrés (0,78 km2).
| 1930 | 1940 | 1950 | 1960 | 1970 | 1980 |
| ---- | ---- | ---- | ---- | ---- | ---- |
| 339  | 258  | 254  | 188  | 183  | 88   |

| 1990 | 2000 | 2010 | - | - | - |
| ---- | ---- | ---- | - | - | - |
| 91   | 85   | 62   | - | - | - |